# Conte di Essex
Conte di Essex è un titolo ereditario della nobiltà inglese della parìa inglese.

## Storia
Il titolo venne creato per la prima volta nel XII secolo per Geoffrey II de Mandeville. Alla morte del terzo conte il titolo si estinse e venne ricreato nel 1199 per Geoffrey Fitzpeter, che era imparentato con la famiglia Mandevilles. Il titolo passò a due dei suoi figli prima di estinguersi con la morte di William FitzGeoffrey de Mandeville.
La terza creazione venne creata nel 1239 per Humphrey de Bohun, II conte di Hereford, il cui padre Henry aveva sposato Maud, sorella di William FitzGeoffrey de Mandeville. Entrambe le contee di Hereford e di Essex si estinsero nel 1373. Vi furono molte altre creazioni del titolo in seguito tra cui la più famosa fu indubbiamente quella del 1572 in favore di Robert Devereux, II conte d'Essex (1566–1601), uno dei favoriti della regina Elisabetta I d'Inghilterra. All'estinzione di queste creazioni, nel 1661 vi fu una nuova creazione che giunge sino ai giorni nostri.

### La famiglia Capell

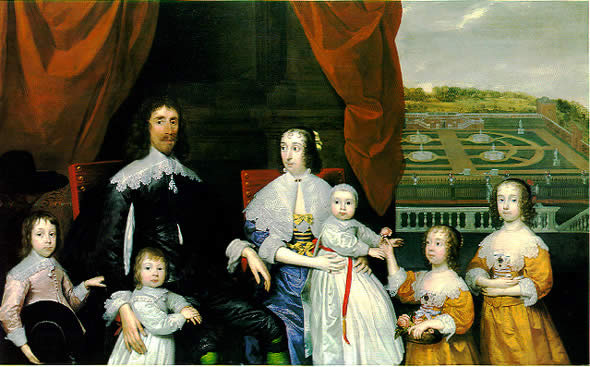
Arthur Capell, I barone Capell di Hadham, e la sua famiglia

La famiglia Capell (o Capel) discende da sir Arthur Capell di Raines Hall nell'Essex e di Hadham nell'Hertfordshire. Suo nipote Arthur Capell venne elevato nel 1641 alla parìa d'Inghilterra col il titolo di barone Capell di Hadham, nella contea di Hertford. Successivamente egli si schierò con i realisti nella guerra civile e venne condannato a morte dal parlamento per poi essere decapitato nel 1649. Nel 1661, suo figlio venne creato visconte Malden all'indomani della restaurazione monarchica e conte di Essex.Si pensa che il Conte di Essex abbia avuto una relazione segreta con Elisabetta Tudor

## Conti di Essex, prima creazione (c. 1139)
- Geoffrey de Mandeville, I conte di Essex (m. 1144)
- Geoffrey de Mandeville, II conte di Essex (m. 1166)
- William de Mandeville, III conte di Essex (m. 1189) (titolo estinto)

## Conti di Essex, seconda creazione (1199)
- Geoffrey FitzPeter, I conte di Essex (m. 1213)
- Geoffrey FitzGeoffrey de Mandeville, II conte di Essex (m. 1216)
- William FitzGeoffrey de Mandeville, III conte di Essex (m. 1227)

## Conti di Essex, terza creazione (1239)
- Humphrey de Bohun, II conte di Hereford e I conte di Essex (m. 1275)
- Humphrey de Bohun, II conte di Essex (m. 1297)
- Humphrey de Bohun, III conte di Essex (m. 1322)
- John de Bohun, IV conte di Essex (m. 1336)
- Humphrey de Bohun, V conte di Essex (1309–1361)
- Humphrey de Bohun, VI conte di Essex (1342–1373)

## Conti di Essex, quarta creazione (1376)
- Thomas di Woodstock, I conte di Essex (1355–1397) (annullato)

## Conti di Essex, quinta creazione (1461)
- Henry Bourchier, I conte di Essex (m. 1483)
- Henry Bourchier, II conte di Essex (m. 1540)

## Conti di Essex, sesta creazione (1540)
- Thomas Cromwell, I conte di Essex (1485–1540) (annullato)

## Conti di Essex, settima creazione (1543)
- William Parr, I marchese di Northampton (c. 1512–1571) (annullato nel 1553; restaurato nel 1559)

## Conti di Essex, ottava creazione (1572)
- Walter Devereux, I conte di Essex (1541–1576)
- Robert Devereux, II conte d'Essex (1566–1601)
- Robert Devereux, III conte di Essex (1591–1646) (estinto)

## Baroni Capell di Hadham (1641)
- Arthur Capell, I barone Capell di Hadham (1604–1649)
- Arthur Capell, II barone Capell di Hadham (1631–1683) (creato Conte di Essex nel 1661)

## Conti di Essex, nona creazione (1661)
- Arthur Capell, I conte di Essex (1631–1683)
- Algernon Capell, II conte di Essex (1670–1710)
- William Capell, III conte di Essex (1697–1743)
- William Anne Capell, IV conte di Essex (1732–1799)
- George Capell-Coningsby, V conte di Essex (1757–1839)
- Arthur Algernon Capell, VI conte di Essex (1803–1892)
- George Devereux de Vere Capell, VII conte di Essex (1857–1916)
- Algernon George de Vere Capell, VIII conte di Essex (1884–1966)
- Reginald George de Vere Capell, IX conte di Essex  (1906–1981, quiescente dal 1981)
- Robert Edward de Vere Capell, X conte di Essex (1920–2005, rivissuto nel 1989)
- Frederick Paul de Vere Capell, XI conte di Essex (n. 1944)